# Таисия Египетская Фиваидская
Таи́сия Египетская Фиваидская (Таис Александрийская; конец III века — 340 г.) — христианская святая IV века, раскаявшаяся блудница, жившая в египетском монастыре.

## Житие
Согласно житию, Таисия была дочерью блудницы, которая научила девочку, отличавшуюся красотой, своему ремеслу. Таисия стала высокооплачиваемой куртизанкой, разорявшей мужчин и игравшей с ними. Услыхав об этом, к ней пришёл преподобный Пафнутий Великий. После беседы с ним Таисия сожгла на городской площади все заработанные ею сокровища. Затем она отправилась вслед за Пафнутием в женский монастырь, где затворилась в келье на три года, вкушая пищу лишь раз в день.
Через три года Пафнутий отправился к Антонию Великому, узнать, простил Бог Таисию или нет. Антоний велел своим ученикам молиться, чтобы получить ответ, и одному из них, Павлу Препростому, явилось в видении на небе ложе, покрытое одеяниями неподражаемой красоты и которое охраняли три дивы с лицами светлыми и прекрасными. Павел с восторгом сказал: «верно, это готово для отца моего Антония». Тогда голос возвестил ему: «Нет, это не для Антония, а для блудницы Таисии». Так Пафнутий узнал волю Божию о Таисии.
Пафнутий вернулся в монастырь и решил вывести Таисию из кельи, чему она сопротивлялась. Но он все же сказал, что Господь её простил и вывел её наружу. Через 15 дней после этого Таисия заболела, и три дня спустя скончалась.

## В искусстве
- Пьеса «Обращение распутницы Таисии», Росвита Гандерсгеймская, X век
- Таис (роман) — роман Анатоля Франса (1890 г.)
- Таис (опера) — опера Жюля Массне (1894 г.)
- Таис[англ.] — немой американский фильм (1917 г.)
- «Таис» — немой фильм Никандра Туркина (1918 г.)
- Таис[пол.] — фильм Рышарда Бера (1984 г.)